# 夫西地酸
夫西地酸（INN：fusidic acid）旧称褐霉酸，属于一种甾体类窄谱抑菌抗生素，主要用于革兰阳性菌感染，对金黄色葡萄球菌、表皮葡萄球菌、梭状芽胞杆菌均有较高的抗菌活性。
夫西地酸通常作为软膏和眼药水局部使用，也可作为片剂或注射剂全身使用。在全球范围内，细菌抗生素抗藥性的提高引起了人们对其使用的新兴趣。夫西地酸对大部分抗甲氧西林金黄色葡萄球菌有效，但为防耐药性产生（转变为耐药菌需要的突变较少），本药应该配合其他抗生素使用或者以极高浓度单独使用。
使用单独含本品的药膏、眼药水很容易产生耐药金黄色葡萄球菌，因此有作者要求停用这类药物，以免“浪费”一种有效的抗生素。在欧洲，含有夫西地酸的药膏一般也会加入庆大霉素。
夫西地酸软膏对于痤疮成因痤疮丙酸杆菌的效果不如其他抗生素，因此不推荐用于此用途。